# دهستان سکمن‌آباد
دهستان سُکمَن‌آباد نام دهستانی در بخش صفائیهٔ شهرستان خوی، استان آذربایجان غربی در ایران است. 
براساس سرشماری مرکز آمار ایران در سال ۱۳۹۵، جمعیت این دهستان برابر با  ۱۱٬۳۲۵ نفر (۳٬۰۱۴ خانوار) بوده‌است. 